# 岩手県立大槌高等学校
岩手県立大槌高等学校（いわてけんりつ おおつちこうとうがっこう）は、岩手県上閉伊郡大槌町第15地割に所在する公立の高等学校。

## 設置学科
- 普通科

## 沿革
- 1919年（大正8年）- 創立
- 2011年（平成23年）- 東日本大震災による津波のため大槌町市街は壊滅的被害をこうむるも、高台に所在していた同校校舎は津波被害を免れ、同年8月まで避難所になる[1]。

## 交通
- 三陸鉄道リアス線 大槌駅から徒歩20分
- 岩手県交通 浪板行・赤浜行 「大槌橋」下車。徒歩15分[2]

## 出身者
- 加藤宏暉 - 大槌町長
- 東梅政昭 - 大槌町副町長、加藤宏暉町長死亡後の町長職務代理者
- 中村龍徳 - イラストレーター